# Mąkowa Polana

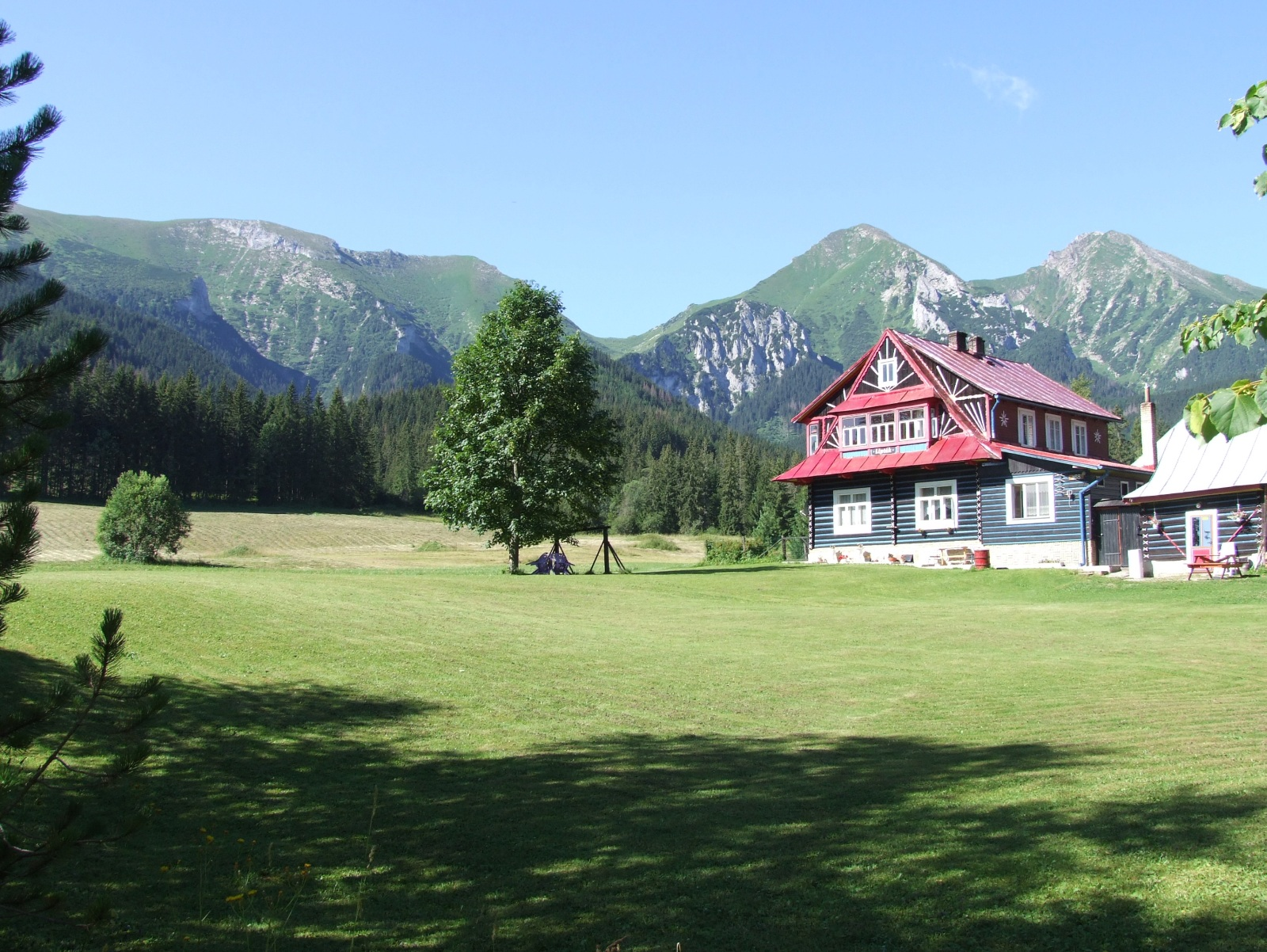
Mąkowa Polana z widokiem na Tatry Bielskie. Od lewej: Szalony Wierch, Płaczliwa Skała, Hawrań

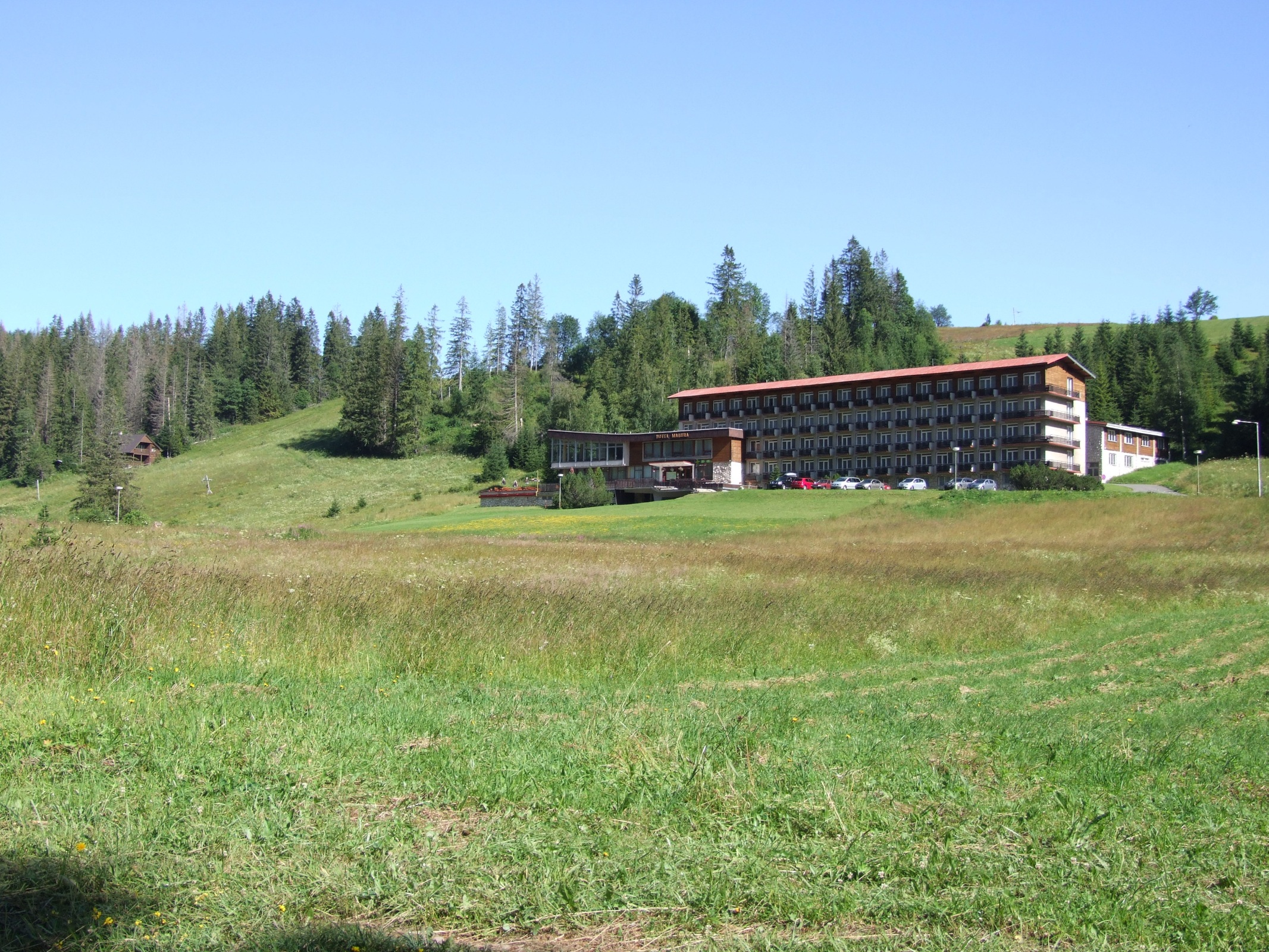
Mąkowa Polana i hotel "Magura"

Mąkowa Polana, czasem nazywana Polaną Monkową lub Mączkową (słow. Monkova lúka) – duża polana w Dolinie Mąkowej w Tatrach Bielskich na Słowacji. Położona jest na wysokości ok. 900–920 m n.p.m. w środkowej części tej doliny. Przez środek polany płynie Bielski Potok, a wzdłuż niego prowadzi ze Zdziaru do polany dość dobra droga. Na polanie po północnej stronie Bielskiego Potoku znajduje się duży hotel-dom wczasowy „Magura” z 140 miejscami noclegowymi. Po przeciwnej stronie potoku, za mostkiem, znajduje się osiedle Do Mączków, na którym rodzina o nazwisku Monka osiedliła się ok. 1885 r. Od jej nazwiska pochodzi nazwa doliny i polany. Z tej części polany roztacza się dobry widok na Tatry Bielskie. W górnym, południowo-zachodnim skraju Mąkowej Polany znajduje się wylot Doliny Kępy i ujście przepływającego nią potoku Kępa do Bielskiego Potoku. Przy szlaku turystycznym stoi figurka z napisem i ławka dla turystów.
Mąkowa Polana ma maksymalną szerokość około 200 m. W jej wschodniej części, naprzeciwko hotelu „Magura” stoki leśniczówka Polana znajduje się po tatrzańskiej stronie Bielskiego Potoku, więc w obrębie Tatr. Według geograficznego podziału przyjętego przez W. Paryskiego w Wielkiej encyklopedii tatrzańskiej Mąkowa Polana znajduje się także w Rowie Podtatrzańskim, a dokładniej w jego części zwanej Rowem Zdziarskim.

## Szlaki turystyczne
Od Zdziaru do Mąkowej Polany prowadzi Bielska Droga pod Reglami.
  Zdziar – Dolina Mąkowa – Ptasiowska Rówienka – Dolina Szeroka Bielska – Szeroka Przełęcz Bielska – Szalony Przechód – Przełęcz pod Kopą. Suma podejść 1075 m, czas przejścia: 3.55 h, ↓ 3.10 h.